# 김이서
김이서(2000년 9월 9일 ~ )는 대한민국의 여성 치어리더이다.